# Andrea Leeds
Andrea Leeds (* 18. August 1914 in Butte, Montana; † 21. Mai 1984 in Palm Springs, Kalifornien; eigentlich: Antoinette M. Lees) war eine für den Oscar nominierte US-amerikanische Schauspielerin, die in den 1930er-Jahren Erfolge vor allem in romantischen Filmdramen hatte.

## Leben
Andrea Leeds begann ihre Karriere 1933 als Kleindarstellerin zunächst unter ihrem richtigen Namen. 1936 bekam sie ihre erste wesentliche Rolle in der von Howard Hawks begonnenen und von William Wyler vollendeten, zwei Generationen umspannenden Holzfäller-Saga Nimm, was du kriegen kannst. Für den Film erhielt Walter Brennan seinen ersten Oscar; Frances Farmer bot im Film eine ihrer bemerkenswertesten darstellerischen Leistungen. Auch Andrea Leeds konnte in diesem Umfeld Aufmerksamkeit erregen und spielte 1937 ihre erste Hauptrolle im  politischen Drama It Could Happen to You!, in der sie zusammen mit ihrem Partner Alan Baxter schwer an dessen Schuld trägt, den Tod seines Adoptivvaters verschuldet zu haben.
Andrea Leeds’ nächster Film, Bühneneingang (1937), ein Drama über eine Gruppe von Theateraspirantinnen, markierte den Höhepunkt ihrer Karriere, obwohl sie hier nur eine Nebenrolle an der Seite von Stars wie Katharine Hepburn, Ginger Rogers und Adolphe Menjou sowie von aufstrebenden Talenten wie Lucille Ball, Eve Arden und Ann Miller spielte. Als übersensible junge Frau, die mit den Unbilden des angestrebten Berufes nicht fertig wird und letztlich Selbstmord begeht, rührte Andrea Leeds Kritik und Publikum. Der Film erntete insgesamt vier Oscar-Nominierungen, darunter für Andrea Leeds als einzige Vertreterin der hochkarätigen Besetzung.
Andrea Leeds wurde für die Rolle der Melanie in dem Filmepos Vom Winde verweht (1939) in Erwägung gezogen, die dann jedoch an Olivia de Havilland ging. Es folgten noch einige Hauptrollen in relativ erfolgreichen Filmen wie Musik fürs Leben und Swanee River (beide 1939). Ein Kriminalfilm mit okkulten Handlungselementen, Earthbound, war 1940 Andrea Leeds’ letzter Film, bevor sie sich nach ihrer Heirat mit einem Multimillionär ins Privatleben zurückzog.
Sie starb 69-jährig an Krebs. Ihr Grab befindet sich im Desert Memorial Park in Cathedral City, Kalifornien.

## Filmografie
- 1933: Meet the Baron
- 1934: Elinor Norton
- 1934: Bachelor of Arts
- 1935: Asegure a su mujer
- 1935: Das Schiff des Satans (Dante’s Inferno)
- 1935: Anna Karenina
- 1935: Life Hesitates at 40
- 1935: Magnificent Obsession
- 1936: Laurel und Hardy – Das Mädel aus dem Böhmerwald (The Bohemian Girl)
- 1936: The Count Takes the Count
- 1936: Sutter’s Gold
- 1936: Song of the Trail
- 1936: Flucht in die Liebe (The Moon’s Our Home)
- 1936: Forgotten Faces
- 1936: Mein Mann Godfrey (My Man Godfrey)
- 1936: Nimm, was du kriegen kannst (Come and Get It)
- 1937: It Could Happen to You!
- 1937: Bühneneingang (Stage Door)
- 1938: The Goldwyn Follies
- 1938: Letter of Introduction
- 1938: Youth Takes a Fling
- 1939: Musik fürs Leben (They Shall Have Music)
- 1939: Verrat im Dschungel (The Real Glory)
- 1939: Swanee River
- 1940: Earthbound